# Praetorius
Praetorius (Prätorius) ist ein von praetor abgeleitetes lateinisches Adjektiv, das Dinge oder Personen bezeichnen konnte, die sich auf das Amt des Prätors bezogen, des ursprünglichen römischen Oberbeamten und Feldherrn. So gab es in römischen Militärlagern eine porta praetoria, die Leibwache des Feldherrn wurde als cohors praetoria (Prätorianer) bezeichnet. Substantiviert bezeichnete praetorius im römischen Senat die Rangklasse der ehemaligen Prätoren.
In der frühen Neuzeit latinisierten etliche Personen ihren Namen Schulze bzw. Schultheiß zu Praetorius.

## Namensträger
- Abdias Prätorius (1524–1573), deutscher Theologe und Reformator
- Anton Praetorius (1560–1613), deutscher Pfarrer, Theologe und Schriftsteller
- Barbara Praetorius (* 1964), deutsche Volkswirtin, Politikwissenschaftlerin und Hochschullehrerin
- Bartholomaeus Praetorius (ca. 1590–1623), deutscher Komponist und Musiker
- Carl Gotthelf Praetorius (1763–1837), Ratspräsident von Thorn
- Christoph Praetorius (1631–1713), deutscher Richter, Verwaltungsbeamter, Archivar und Liederdichter
- Christoph Daniel Prätorius (1733–1810), deutscher Jurist und Pädagoge
- Ephraim Praetorius (1657–1723), Pfarrer in Danzig und Thorn, Autor
- Ernst Praetorius (1880–1946), deutscher Dirigent, Musikhistoriker und Hochschullehrer
- Franz Praetorius (Georg Friedrich Franz Praetorius; 1847–1927), deutscher Orientalist (Hebraist und Semitist) in Breslau und Halle
- Friedrich Prätorius (1902–1962), deutscher Bühnenbildner, Maler und Grafiker
- Friedrich Praetorius (* 1996), deutscher Dirigent
- Friedrich-Karl Praetorius (* 1952), deutscher Schauspieler und Schriftsteller
- Georg Praetorius (Mediziner) (1878–1944), deutscher Urologe
- Gisela Praetorius (1902–1981), deutsche Pädagogin und Politikerin (CDU), MdB
- Hans Philipp Praetorius († 1732), deutscher Generalmajor
- Hieronymus Praetorius (Organist) (1560–1629), deutscher Organist und Komponist
- Hieronymus Praetorius (Geistlicher) (1595–1651), deutscher lutherischer Geistlicher, Theologe, Physiker und Hochschullehrer
- Hieronymus (III) Praetorius (1614–1629), deutscher Organist und Komponist
- Hugo Praetorius (1835–1904), deutscher Gutsbesitzer und Politiker
- Ina Praetorius (* 1956), Schweizer Theologin
- Jacob Praetorius der Ältere (um 1520–1586), deutscher Organist und Komponist
- Jacob Praetorius der Jüngere (1586–1651), deutscher Organist und Komponist
- Jakob Chrysostomus Praetorius (1730–um 1797), deutscher Ingenieur und Geograf
- Joachim Praetorius (1566–1633), deutscher Theologe und Kirchenlieddichter
- Johann Praetorius (Pädagoge) (1594–1656), deutscher Pädagoge
- Johann Praetorius (Komponist) (1595–1660), deutscher Komponist
- Johann Praetorius (Musiker) (1634–1705), deutscher Pädagoge und Musiker
- Johann Philipp Praetorius (1696–1766), deutscher Librettist
- Johannes Praetorius (1537–1616), deutscher Mathematiker, Instrumentenbauer und Astronom, siehe Johann Richter (Astronom)
- Johannes Praetorius (Schriftsteller) (1630–1680), deutscher Schriftsteller und Märchensammler
- Johannes Praetorius (1738–1782), Pfarrer der Herrnhuter Brüdergemeine und Lieddichter
- Johannes Praetorius (Beamter) (1794–1863), deutscher Beamter und Politiker
- Lisedore Praetorius (1916–2009), deutsche Cembalistin und Musikpädagogin
- Ludwig Max Praetorius (1813–1887), deutscher Porträt-, Tier-, Genre- und Landschaftsmaler
- Matthäus Prätorius (um 1635–um 1704), deutscher Pfarrer und Historiker
- Michael Praetorius (1571–1621), deutscher Komponist und Organist
- Michael Praetorius senior (1510–nach 1583), deutscher Theologe
- Nathanael Praetorius (1722–1791), Bürgermeister von Thorn
- Otfried Praetorius (1878–1964), deutscher Genealoge
- Otto Praetorius (1636–1668), deutscher Historiker
- Paulus Praetorius (1521–1565), deutscher Pädagoge und Philologe
- Petrus Praetorius (1526?–1588), deutscher Theologe und Schriftsteller
- Pia Praetorius (* 1963), deutsche Dirigentin und Kantorin
- Rainer Prätorius (* 1952), deutscher Politikwissenschaftler
- Stephan Praetorius (1536–1603), deutscher Theologe und Schriftsteller
- Susanne Praetorius (* 1961), deutsche Malerin
- Zacharias Praetorius (1535–1575), deutscher Poet und Theologe